# 富風悟
富風 悟（とみかぜ さとる、1972年1月27日 - ）は、愛知県弥富市（旧海部郡弥富町）出身で尾車部屋に所属した元大相撲力士。本名は平川 悟（ひらかわ さとる）。身長180cm、体重141kg。趣味は映画鑑賞。最高位は西十両8枚目（2000年11月場所）。得意技は突っ張り、左四つ、寄り。

## 来歴
中学時代は柔道部に所属していたが、相撲の大会にも借り出され愛知県代表として全国大会に出場したことも有った。知人の紹介で尾車部屋に入門し1987年7月場所で初土俵を踏んだ。三段目までは順調に番付を上げていったが、故障が多く幕下に昇進したのは初土俵から8年後の1994年9月場所であった。以降は幕下に定着し、幕下上位で一進一退を続けていたが、2000年5月場所、休場（公傷）明けの場所であったが西幕下3枚目で5勝2敗と勝ち越し、御当所である翌7月場所に史上5位タイ（当時）のスロー記録で十両に昇進した。右足や腰の怪我で十両に定着することは出来なかったが、十両優勝を争った場所もあった。2001年8月に入籍し、十両に復帰した翌2002年9月場所前に挙式した。しばらく幕下上位で相撲を取っていたが、2003年7月場所中に急性心筋梗塞を患い緊急入院し休場を余儀なくされた。生死に関わる病気であったため退院時には既に引退を決めていたが、日常生活に支障が無く生活が出来るようになり序二段まで番付を落としていた2004年5月場所後（番付では7月場所まで記載され、最終的には東序ノ口37枚目まで陥落）に引退届を提出し、現役を引退した。
断髪式は最高位が十両なので、本来ならば両国国技館の大広間で行われるはずだったが、相撲協会・後援者の配慮により国技館の本土俵で行うことができた。
引退後は福岡の地鶏料理店と新宿の相撲料理店「琴悠」で板前の修業をした後、2005年10月から東京都港区で「力士料理 富風」を経営している。愛称は四股名から「トミー」、血液型A型。

## エピソード
- 普段はメガネを掛けており、その風貌とその人柄の良さから好感力士として親しまれていた。
- 新十両昇進時、国語学者の金田一春彦から化粧廻しが贈られた。
- 現役引退後、「ダイエットに成功した一般人」として笑っていいとも!に出演したことがある。

## 主な成績
- 生涯成績：357勝306敗101休 勝率.538
- 十両成績：33勝57敗15休 勝率.367
- 現役在位：103場所
- 十両在位：7場所

### 場所別成績
| | 一月場所 初場所（東京）   | 三月場所 春場所（大阪）   | 五月場所 夏場所（東京）    | 七月場所 名古屋場所（愛知） | 九月場所 秋場所（東京） | 十一月場所 九州場所（福岡） |
| --- | ------------------------- | ------------------------- | -------------------------- | --------------------------- | ----------------------- | --------------------------- |
| 1987年 （昭和62年） | x                         | x                         | x                          | （前相撲）                  | 東序ノ口53枚目 6–1      | 西序二段127枚目 4–3         |
| 1988年 （昭和63年） | 西序二段101枚目 6–1       | 西序二段33枚目 3–4        | 東序二段49枚目 3–4         | 東序二段61枚目 6–1          | 東三段目98枚目 3–4      | 西序二段14枚目 5–2          |
| 1989年 （平成元年） | 東三段目77枚目 3–4        | 西三段目91枚目 5–2        | 西三段目57枚目 3–4         | 西三段目69枚目 3–4          | 西三段目82枚目 3–4      | 東序二段4枚目 6–1           |
| 1990年 （平成2年） | 東三段目50枚目 4–3        | 東三段目32枚目 3–4        | 東三段目50枚目 4–3         | 東三段目32枚目 1–6          | 西三段目73枚目 5–2      | 西三段目39枚目 5–2          |
| 1991年 （平成3年） | 東三段目11枚目 3–4        | 東三段目25枚目 0–2–5      | 東三段目71枚目 休場 0–0–7  | 東三段目71枚目 5–2          | 西三段目38枚目 3–4      | 西三段目49枚目 2–5          |
| 1992年 （平成4年） | 東三段目75枚目 4–3        | 東三段目56枚目 4–2–1      | 東三段目39枚目 2–5         | 東三段目69枚目 3–4          | 西三段目87枚目 5–2      | 東三段目55枚目 4–3          |
| 1993年 （平成5年） | 西三段目37枚目 3–4        | 東三段目49枚目 休場 0–0–7 | 東三段目49枚目 4–3         | 東三段目32枚目 3–4          | 東三段目48枚目 3–4      | 東三段目63枚目 5–2          |
| 1994年 （平成6年） | 東三段目36枚目 2–5        | 西三段目70枚目 6–1        | 西三段目20枚目 4–3         | 東三段目10枚目 6–1          | 東幕下39枚目 6–1        | 東幕下18枚目 4–3            |
| 1995年 （平成7年） | 東幕下12枚目 0–3–4        | 東幕下47枚目 4–3          | 西幕下36枚目 3–4           | 東幕下48枚目 5–2            | 東幕下32枚目 5–2        | 西幕下18枚目 3–4            |
| 1996年 （平成8年） | 西幕下25枚目 4–3          | 西幕下18枚目 4–3          | 東幕下11枚目 3–4           | 西幕下18枚目 6–1            | 西幕下6枚目 3–4         | 東幕下10枚目 3–4            |
| 1997年 （平成9年） | 東幕下16枚目 5–2          | 東幕下9枚目 3–4           | 西幕下15枚目 4–3           | 西幕下9枚目 3–4             | 東幕下16枚目 3–4        | 西幕下24枚目 4–3            |
| 1998年 （平成10年） | 東幕下18枚目 4–3          | 東幕下11枚目 4–3          | 西幕下9枚目 休場 0–0–7     | 東幕下49枚目 6–1            | 東幕下23枚目 4–3        | 東幕下17枚目 3–4            |
| 1999年 （平成11年） | 東幕下28枚目 6–1          | 東幕下12枚目 6–1          | 西幕下4枚目 3–4            | 西幕下9枚目 3–4             | 西幕下13枚目 5–2        | 西幕下4枚目 3–4             |
| 2000年 （平成12年） | 西幕下9枚目 5–2           | 西幕下3枚目 休場 0–0–7    | 西幕下3枚目 5–2            | 西十両11枚目 6–9            | 西十両13枚目 9–6        | 西十両8枚目 6–9             |
| 2001年 （平成13年） | 東十両11枚目 3–12         | 東幕下6枚目 休場 0–0–7    | 東幕下6枚目 1–7            | 西幕下22枚目 3–4            | 西幕下31枚目 4–3        | 西幕下28枚目 6–1            |
| 2002年 （平成14年） | 西幕下11枚目 4–3          | 東幕下9枚目 5–2           | 西幕下2枚目 3–4            | 東幕下5枚目 4–3             | 西十両13枚目 6–9        | 西幕下3枚目 5–2             |
| 2003年 （平成15年） | 東十両12枚目 休場 0–0–15  | 東十両12枚目 6–9          | 東幕下3枚目 2–5            | 東幕下15枚目 0–1–6          | 西幕下50枚目 休場 0–0–7 | 西三段目30枚目 休場 0–0–7   |
| 2004年 （平成16年） | 西三段目91枚目 休場 0–0–7 | 東序二段52枚目 休場 0–0–7 | 西序二段122枚目 休場 0–0–7 | 東序ノ口37枚目 引退 0–0–0   | x                       | x                           |
| 各欄の数字は、「勝ち-負け-休場」を示す。 優勝 引退 休場 十両 幕下 三賞：敢=敢闘賞、殊=殊勲賞、技=技能賞 その他：★=金星 番付階級：幕内 - 十両 - 幕下 - 三段目 - 序二段 - 序ノ口 幕内序列：横綱 - 大関 - 関脇 - 小結 - 前頭（「#数字」は各位内の序列） |                           |                           |                            |                             |                         |                             |

## 改名歴
- 平川 悟（ひらかわ さとる）1987年7月場所-1987年9月場所
- 富風 悟（とみかぜ-）1987年11月場所-2004年7月場所